# Mezzanego
Mezzanego település Olaszországban, Liguria régióban, Genova megyében. Lakosainak száma 1513 fő (2023. január 1.). Mezzanego Borzonasca, Carasco, San Colombano Certénoli, Tornolo és Ne községekkel határos.

## Népesség
A település lakossága az elmúlt években az alábbi módon változott:
| Lakosok száma | 1544 | 1541 | 1513 |
|               | 2017 | 2018 | 2023 |